# Astrid Lindgrens bibliografi
Dette er en liste over publikationer af den forfatter Astrid Lindgren.

## Børne- og ungdomsromaner

### Serier
| Titel (Serier)                                     | Titel (Romaner)                | Svensk Titel                             | Første publicering | Dansk publicering | Noter |
| -------------------------------------------------- | ------------------------------ | ---------------------------------------- | ------------------ | ----------------- | ----- |
| Kalle Blomkvist Serie (Mästerdetektiven Blomkvist) | Mesterdetektiven Blomkvist     | Mästerdetektiven Blomkvist               | 1946               | 1949              |       |
| Kalle Blomkvist Serie (Mästerdetektiven Blomkvist) | Kalle Blomkvist lever farligtt | Mästerdetektiven Blomkvist lever farligt | 1951               | 1956              |       |
| Kalle Blomkvist Serie (Mästerdetektiven Blomkvist) | Kalle Blomkvist og Rasmus      | Kalle Blomkvist och Rasmus               | 1954               | 1965              |       |
| Lotte Serie (Lotta)                                | Jonas og Lotte og jeg          | Barnen på Bråkmakargatan                 | 1956               | 1964              |       |
| Lotte Serie (Lotta)                                | Lotte flytter hjemmefra        | Lotta på Bråkmakargatan                  | 1961               | 1964              |       |
| Emil fra Lønneberg Serie (Emil i Lönneberga)       | Emil fra Lønneberg             | Emil i Lönneberga                        | 1963               | 1972              |       |
| Emil fra Lønneberg Serie (Emil i Lönneberga)       | Mere om Emil fra Lønneber      | Nya hyss av Emil i Lönneberga            | 1966               | 1966              |       |
| Emil fra Lønneberg Serie (Emil i Lönneberga)       | Han er her endnu               | Än lever Emil i Lönneberga               | 1970               | 1970              |       |
| Karlsson på taget Serie (Karlsson på taket)        | Lillebror og Karlsson på taget | Lillebror och Karlsson på taket          | 1955               | 1956              |       |
| Karlsson på taget Serie (Karlsson på taket)        | Karlsson på taget flyver igen  | Karlsson på taket flyger igen            | 1962               | 1963              |       |
| Karlsson på taget Serie (Karlsson på taket)        | Verdens bedste Karlsson        | Karlsson på taket smyger igen            | 1968               | 1968              |       |
| Kati Serie                                         | Kati i Amerika                 | Kati i Amerika                           | 1951               | 1953              |       |
| Kati Serie                                         | Kati i Italien                 | Kati på Kaptensgatan                     | 1952               | 1958              |       |
| Kati Serie                                         | Kati i Paris                   | Kati i Paris                             | 1953               | 1958              |       |
| Grynet Serie (Madicken)                            | Grynet                         | Madicken                                 | 1960               | 1961              |       |
| Grynet Serie (Madicken)                            | Grynet og lille Splint         | Madicken och Junibackens Pims            | 1976               | 1977              |       |
| Grynet Serie (Madicken)                            | Se, Gryn, det sner!            | Titta, Madicken, det snöar!              | 1983               | 1984              |       |
| Pippi Langstrømpe Serie (Pippi Långstrump)         | Pippi Langstrømpe              | Pippi Långstrump                         | 1945               | 1945              |       |
| Pippi Langstrømpe Serie (Pippi Långstrump)         | Pippi Langstrømpe går om bord  | Pippi Långstrump går ombord              | 1946               | 1946              |       |
| Pippi Langstrømpe Serie (Pippi Långstrump)         | Pippi Langstrømpe i Sydhavet   | Pippi Långstrump i Söderhavet            | 1948               | 1948              |       |
| Alle vi børn i Bulderby Serie (Barnen i Bullerbyn) | Alle vi børn i Bulderby        | Alla vi barn i Bullerbyn                 | 1947               | 1947              |       |
| Alle vi børn i Bulderby Serie (Barnen i Bullerbyn) | Alle vi børn i Bulderby        | Mera om oss barn i Bullerbyn             | 1949               | 1949              |       |
| Alle vi børn i Bulderby Serie (Barnen i Bullerbyn) | Vi har det dejligt i Bulderby  | Bara roligt i Bullerbyn                  | 1952               | 1952              |       |

### Romaner
| Titel                      | Svensk Titel                  | Første publicering | Dansk publicering | Noter |
| -------------------------- | ----------------------------- | ------------------ | ----------------- | ----- |
| Brødrene Løvehjerte        | Bröderna Lejonhjärta          | 1973               | 1975              |       |
| Mio, min Mio               | Mio, min Mio                  | 1954               | 1955              |       |
| Ronja Røverdatter          | Ronja rövardotter             | 1981               | 1981              |       |
| Vi på Krageøen             | Vi på Saltkråkan              | 1964               | 1965              |       |
| Rasmus på farten           | Rasmus på luffen              | 1956               | 1959              |       |
| Kerstin og jeg             | Kerstin och jag               | 1945               | 1950              | [ 1 ] |
| Britt-Mari finder sig selv | Britt-Mari lättar sitt hjärta | 1944               | 1947              | [ 2 ] |
| Rasmus, Pontus og Snusser  | Rasmus, Pontus och Toker      | 1957               | 1960              | [ 3 ] |

## Billedbøger

### Serier
| Titel (Serier)                                     | Titel (Bøger)                                          | Svensk Titel                           | Første publicering | Dansk publicering | Noter |
| -------------------------------------------------- | ------------------------------------------------------ | -------------------------------------- | ------------------ | ----------------- | ----- |
| Anna Riwkin-Brick Serie                            | Noriko-San : historien om Eva og den lille japanerpige | Eva möter Noriko-san                   | 1956               | 1957              |       |
| Anna Riwkin-Brick Serie                            | Sia bor på Kilimandjaro                                | Sia bor på Kilimandjaro                | 1958               | 1960              |       |
| Anna Riwkin-Brick Serie                            | Lasse fra Dalarna                                      | Mina svenska kusiner                   | 1959               | 1961              |       |
| Anna Riwkin-Brick Serie                            | Lilibet cirkusbarn                                     | Lilibet, cirkusbarn                    | 1960               | 1961              |       |
| Anna Riwkin-Brick Serie                            | Marko bor i Jugoslavien                                | Marko bor i Jugoslavien                | 1962               | 1965              |       |
| Anna Riwkin-Brick Serie                            | Japie bor i Holland                                    | Jackie bor i Holland                   | 1963               | 1964              |       |
| Anna Riwkin-Brick Serie                            | Randi bor i Norge                                      | Randi bor i Norge                      | 1965               | 1966              |       |
| Anna Riwkin-Brick Serie                            | Noy bor i Thailand                                     | Noy bor i Thailand                     | 1966               | 1967              |       |
| Anna Riwkin-Brick Serie                            | Matti bor i Finland                                    | Matti bor i Finland                    | 1968               | 1968              |       |
| Lotte Serie                                        | Lotte kan nemlig cykle                                 | Visst kan Lotta cykla                  | 1971               | 1971              |       |
| Lotte Serie                                        | Lotte kan nemlig alt - næsten da                       | Visst kan Lotta nästan allting         | 1965               | 1978              |       |
| Lotte Serie                                        | Lotte er i hvert fald en glad unge                     | Visst är Lotta en glad unge            | 1990               | 1990              |       |
| Emil fra Lønneberg Serie (Emil i Lönneberga)       | Da lille Ida skulle lave skarnstreger                  | När lilla Ida skulle göra hyss         | 1984               | 1985              |       |
| Emil fra Lønneberg Serie (Emil i Lönneberga)       | Ida og Emil fra Lønneberg                              | Emils hyss nr 325                      | 1970               | 1989              |       |
| Peter & Lena Serie                                 | Jeg vil også have en lillebror                         | Jag vill också ha ett syskon           | 1971               | 1979              |       |
| Peter & Lena Serie                                 | Jeg vil også gå i skole                                | Jag vill också gå i skolan             | 1971               | 1980              |       |
| Pippi Langstrømpe Serie (Pippi Långstrump)         | På farten med Pippi Langstrømpe                        | På rymmen med Pippi Långstrump         | 1971               | 1972              |       |
| Pippi Langstrømpe Serie (Pippi Långstrump)         | Pippi Langstrømpe plyndrer juletræ                     | Pippi Långstrump har julgransplundring | 1950               | 1979              |       |
| Pippi Langstrømpe Serie (Pippi Långstrump)         | Pippi Langstrømpe i Humlegården                        | Pippi Långstrump i Humlegården         | 1945               | 2001              |       |
| Pippi Langstrømpe Serie (Pippi Långstrump)         | Pippi flytter ind                                      | Pippi flyttar in                       | 1969               | 1970              |       |
| Alle vi børn i Bulderby Serie (Barnen i Bullerbyn) | Jul i Bulderby                                         | Jul i Bullerbyn                        | 1963               | 1964              |       |
| Alle vi børn i Bulderby Serie (Barnen i Bullerbyn) | Forår i Bulderby                                       | Vår i Bullerbyn                        | 1965               | 1966              |       |
| Alle vi børn i Bulderby Serie (Barnen i Bullerbyn) | Børnehjælpsdag i Bulderby                              | Barnens dag i Bullerbyn                | 1961               | 1966              |       |
| Nissen Serie                                       | Nissen                                                 | Tomte är vaken                         | 1960               | 1977              |       |
| Nissen Serie                                       | Ræven og nissen                                        | Räven och Tomten                       | 1965               | 1966              |       |

#### Bøger
| Titel                                                                                             | Svensk Titel                                       | Første publicering | Dansk publicering | Noter |
| ------------------------------------------------------------------------------------------------- | -------------------------------------------------- | ------------------ | ----------------- | ----- |
| Kitte Kry hjælper mormor                                                                          | Kajsa Kavat hjälper mormor                         | 1958               | 1960              |       |
| Manden til Bækholt tager til byen                                                                 | När Bäckhultarn for till stan                      | 1989               | 1989              |       |
| Jul i stalden                                                                                     | Jul i stallet                                      | 1961               | 1962              |       |
| Da Adam Engelbrekt blev olm                                                                       | När Adam Engelbrekt blev tvärarg                   | 1991               | 1992              |       |
| Dragen med de røde øjne                                                                           | Draken med de röda ögonen                          | 1985               | 1986              |       |
| Skrap Skælving det uhyggeligste af alle spøgelser i Småland                                       | Skinn Skerping – Hemskast av alla spöken i Småland | 1986               | 1986              |       |
| Jeg vil ikke i seng!                                                                              | Jag vill inte gå och lägga mig!                    | 1947               | 1988              |       |
| I Skumringslandet                                                                                 | I Skymningslandet                                  | 1994               | 1994              |       |
| Mirabell                                                                                          | Mirabell                                           | 2002               | 2002              |       |
| Allrakæreste søster                                                                               | Allrakäraste syster                                | 1973               | 1974              |       |
| Suser min lind synger min nattergal                                                               | Spelar min lind, sjunger min näktergal             | 1959               | 1984              |       |
| Søndeneng                                                                                         | Sunnanäng                                          | 1959               | 2003              |       |
| Troldungen på Krageøen                                                                            | Skrållan och Sjörövarna                            | 1967               | 1968              |       |
| Niels Karlsson-Pusling flytter ind                                                                | Nils Karlsson-Pyssling flyttar in                  | 1956               | 1958              |       |
| Røveren Fiolito/Der er ingen røvere i skoven                                                      | Ingen rövare finns i skogen                        | 1957               | 1971              |       |
| Peter og Petra begynder i skole                                                                   | Peter och Petra                                    | 2007               | 2007              |       |
| Lasse Langfinger eller Det var lige på nippet til at der ikke blev nogen bog om Pippi Langstrømpe | Assar Bubbla                                       | 1987               | 1988              |       |

## Manuskriptteater
| Titel                                          | Svensk Titel                   | Første publicering | Dansk publicering | Noter |
| ---------------------------------------------- | ------------------------------ | ------------------ | ----------------- | ----- |
| Hovedsagen er, at man er rask: Kriminalkomedie | Huvudsaken är att man är frisk | 1945               | 1950              |       |

## Biografier

### Selvbiografi
| Titel                                                                  | Svensk Titel                                                   | Første publicering | Dansk publicering | Noter                                                     |
| ---------------------------------------------------------------------- | -------------------------------------------------------------- | ------------------ | ----------------- | --------------------------------------------------------- |
| Samuel August fra Sevedstorp og Hanna i Hult: barndomsminder og essays | Samuel August från Sevedstorp och Hanna i Hult                 | 1975               | 1997              | [ 4 ] [ 5 ]                                               |
| Krigsdagbøger 1939-1945                                                | Krigsdagböcker 1939-1946                                       | 2015               | 2016              | [ 6 ]                                                     |
| Jeg lægger dine breve under madrassen : en brevveksling 1971-2002      | Dina brev lägger jag under madrassen: en brevväxling 1971-2002 | 2012               | 2014              | [ 7 ]                                                     |
| En jul i Småland for længe siden                                       | En jul i Småland för länge sen                                 | 1992               | 1996              | I: Jul da jeg var lille (svensk En jul när jag var liten) |
| Jeg har også levet!: - en brevveksling                                 | Jag har också levat!                                           | 2016               | 2018              | [ 8 ]                                                     |
| Mine påhit: et udvalg fra Pippi til Emil                               | Mina påhitt : ett urval från Pippi till Emil                   | 1971               | 1972              |                                                           |

### Andet
| Titel                                           | Author        | Svensk Titel                                    | Første publicering | Dansk publicering | Noter |
| ----------------------------------------------- | ------------- | ----------------------------------------------- | ------------------ | ----------------- | ----- |
| Denne Dag, Et Liv - En Astrid Lindgren-biografi | Jens Andersen | Denne Dag, Et Liv - En Astrid Lindgren-biografi | 2014               | 2014              | [ 9 ] |

## References
- Lars Bergtsson (2014): Bildbibliografi över Astrid Lindgrens skrifter 1921-2010. Salikon förlag.

1. ↑  "Retro-Hörspiel nach Lindgrens «Kerstin und ich»".
2. ↑  "Britt-Marie lättar sitt hjärta". Arkiveret fra originalen 31. maj 2019. Hentet 3. juni 2020.
3. ↑  "Rasmus, Pontus och Toker". Arkiveret fra originalen 31. maj 2019. Hentet 3. juni 2020.
4. ↑  "Samuel August from Sevedstorp and Hanna i Hult".
5. ↑  "A Love story". Arkiveret fra originalen 22. februar 2020. Hentet 3. juni 2020.
6. ↑  "BOOK REVIEW: 'War Diaries 1939-1945' - Washington Times".
7. ↑  "I keep your letters under the mattress". Arkiveret fra originalen 22. februar 2020. Hentet 3. juni 2020.
8. ↑  "Jag har också levat!".{{cite web}}:  CS1-vedligeholdelse: url-status (link)
9. ↑  "Astrid Lindgren: The Woman Behind Pippi Longstocking review".